# Amulet
|  | Amulet er også navnet på et album af Lars Lilholt, se Amulet (album) |
En amulet (af latin amuletum, uvis oprindelse) er en genstand som bæres - typisk i snor om halsen eller i lommen - som magisk beskyttelse mod ondt, såsom sygdom og ulykke, eventuelt også for at opnå kraft og lykke.  En amulet kan være et smykke eller et erobret trofæ, eksempelvis kløer og tænder fra vilde dyr, sten eller mineraler.
Tidligere er udtrykkene lønværge og trylleværn også blevet brugt om en amulet. Sejrssten var eftertragtede amuletter; i folketroen rugede ravnen sine æg ud med en sejrssten, der ville give sin ejermand lykke, og dertil var til hjælp ved svære fødsler.  I Didrik af Berns saga berettes om kong Nidungs bekymring for at tabe et slag, fordi han ikke havde sin sejrssten hos sig. Han lovede sin datter og tredjedelen af riget til den mand, der kunne bringe ham stenen inden den følgende dag, da slaget skulle stå. Det klarede smeden Velent, ved at låne den rappe hest Skemming.  I den samme saga berettes også om Sigurd, der vil gå til ro efter at være blevet såret i kamp; desuden var han kommet i tanker om, at han havde "glemt sin Sejrssten hjemme". 
I viking- og merovingertiden var torshammere særlig udbredt i hele Nordeuropa. 